# Hesso (Baden-Hachberg)
Hesso von Baden-Hachberg († 1410) war von 1386 bis 1410 Markgraf von Hachberg und Herr zu Höhingen.

## Leben
Hesso wurde als Sohn Heinrich IV. und Annas von Üsenberg geboren.
Nachdem der regierende Markgraf, sein Bruder Otto I., 1386 in der Schlacht bei Sempach gefallen war, übernahm Hesso zusammen mit seinem Bruder Johann die Regierung.
1390 wurden Hesso und sein Sohn als Lehensmänner des Grafen Hans von Habsburg genannt, der ihnen Prechtal zum Lehen gab. Im Falle seines Ablebens ohne leibliche Erben sollte das Lehen als Eigentum an Hesso und seine Nachkommen fallen – dieser Fall trat 1408 ein. Auch das Haus Fürstenberg erhob Ansprüche auf das Erbe, was langwierige Auseinandersetzungen zur Folge hatte. Um 1409/1410 erfolgte vermutlich ein Schiedsspruch, der beiden Seiten die Herrschaft hälftig zugestand, wodurch das badisch-fürstenbergische Kondominium Herrschaft Prechtal geschaffen wurde, das bis 1806 Bestand hatte.
1392 kaufte Hesso von Werner von Hornberg dessen Anteil an der Burg Höhingen; den anderen Teil besaß er schon. Außerdem kaufte er die Burg Triberg von Werner von Hornberg.

## Ehe und Nachkommen
Hesso heiratete Agnes von Geroldseck und hatte mit ihr drei Söhne:
- Heinrich (1390 verlobt mit Margaretha Malterer/von Nellenburg; die Heirat kam nicht zustande, da Heinrich vorher starb)
- Hesso
- Otto, letzter Markgraf von Baden-Hachberg

In zweiter Ehe heiratete Hesso 1381 Margaretha, die Tochter des Pfalzgrafen von Tübingen, und hatte mit ihr eine Tochter:
- Margaretha ⚭ 1405 Friedrich[4][5] von Leiningen-Dagsburg († 1437)